# Paleta dels caçadors
La paleta dels caçadors o paleta de la caça del lleó és un objecte commemoratiu del període Naqada III, possiblement trobada a Abidos o Al-Amarna. Dos fragments es troben al Museu Britànic i un tercer al Louvre.
Les paletes a l'antic Egipte, com la dels Caçadors, eren emprades per preparar els cosmètics. No obstant això, les paletes tan elaborades com aquesta, eren emprades per una funció purament ritual. La seva àmplia decoració sembla assenyalar que és. Conserva el cercle del centre, usat per triturar els minerals necessaris per al maquillatge, que és prova del seu propòsit original. La paleta és simètrica. Les figures humanes estan col·locats en els costats de la paleta, separades pels animals. S'ha intentat (sense èxit) alinear als personatges.

## Figures
A l'escena, les figures humanes són set homes joves, els protagonistes principals, amb armes de llarg abast (arcs). Les figures humanes es divideixen en dues seccions amb una funció diferent a la caça. Primer hi ha els caçadors porten maces de cap de pera, arcs, destrals, llances, estendards i llances. El segon grup d'arquers a l'avantguarda té el paper central: s'encarreguen d'aniquilar al lleó.
L'arc és l'arma protagonista d'aquesta història. Els dos lleons apareixen assagetats per les sagetes egípcies. Una figura molt curiosa és la d'un arquer amb tres sagetes de punta traversal llestes per disparar. Altres figures estan ja preparades per disparar una sola sageta.

## Simbologia
Els imatges imbolitzen l'èxit de l'Alt Egipte sobre el Baix Egipte, i en general, l'ordre universal (La Maat, representada pels egipcis) que s'imposa sobre el desordre (les bèsties). El lleó que tiba del seu cadell enfilat de sagetes probablement representa un líder estranger o el caos.

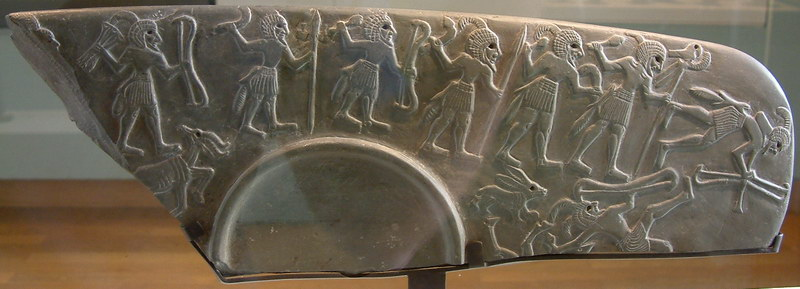
Fragment del Louvre. Detall mostrant diverses armes
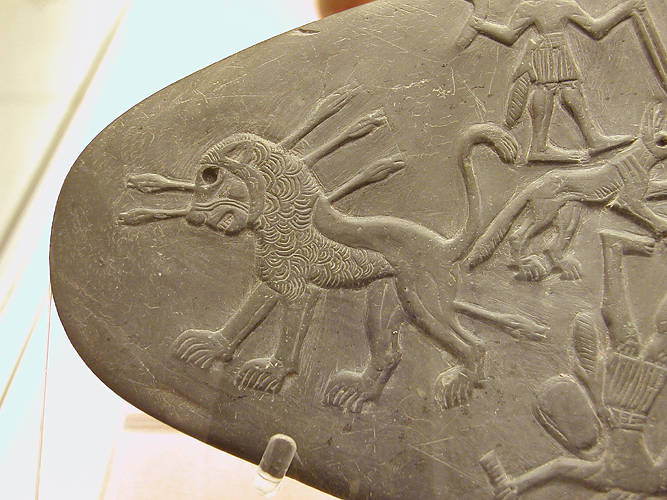
Fragment del British Museum. Detall del lleó amb sagetes.